# Romain Duport
Romain Duport (nacido el 10 de diciembre de 1986 en Angers) es un jugador de baloncesto francés que actualmente juega con el Cholet Basket de la LNB Pro A. Con 2,16 metros de altura, juega en la posición de pívot.